# Celostátní soutěž 1955/1956
Celostátní soutěž 1955/1956 byla 3. ročníkem československé druhé nejvyšší hokejové soutěže.

## Systém soutěže
Soutěže se účastnilo 12 týmů rozdělených do dvou skupin po 6. Ve skupině se utkaly týmy dvoukolově každý s každým (celkem 10 kol). Vítězové skupin postoupili do nejvyšší soutěže.
Sestupoval pouze nejhorší celek z obou skupin dohromady.

## Základní část

### Skupina A
| Poř. | Tým                                      | Z  | V | R | P | VG | OG | B  |
| ---- | ---------------------------------------- | -- | - | - | - | -- | -- | -- |
| 1.   | DSO Tatran Opava                         | 10 | 9 | 1 | 0 | 65 | 17 | 19 |
| 2.   | DSO Baník Ostrava                        | 10 | 7 | 2 | 1 | 77 | 28 | 16 |
| 3.   | DSO Tatran Prostějov                     | 10 | 3 | 3 | 4 | 39 | 26 | 9  |
| 4.   | Ústredný dom Červenej hviezdy Bratislava | 10 | 2 | 3 | 5 | 33 | 44 | 7  |
| 5.   | DŠO Tatran Poprad                        | 10 | 2 | 2 | 6 | 29 | 56 | 6  |
| 6.   | DŠO Tatran Prešov                        | 10 | 1 | 1 | 8 | 21 | 81 | 3  |

### Skupina B
| Poř. | Tým                             | Z  | V | R | P | VG | OG | B  |
| ---- | ------------------------------- | -- | - | - | - | -- | -- | -- |
| 1.   | DSO Spartak Smíchov Tatra       | 10 | 8 | 1 | 1 | 59 | 25 | 17 |
| 2.   | DSO Dynamo Praha                | 10 | 6 | 1 | 3 | 51 | 34 | 13 |
| 3.   | DSO Jiskra Havlíčkův Brod       | 10 | 5 | 2 | 3 | 39 | 26 | 12 |
| 4.   | DSO Spartak Mladá Boleslav AZNP | 10 | 4 | 0 | 6 | 30 | 38 | 8  |
| 5.   | Dům armády Karlovy Vary         | 10 | 4 | 0 | 6 | 36 | 48 | 8  |
| 6.   | DSO Spartak Hradec Králové      | 10 | 1 | 0 | 9 | 23 | 67 | 2  |

Týmy DSO Tatran Opava a DSO Spartak Smíchov Tatra postoupily do nejvyšší soutěže.
Tým DSO Spartak Hradec Králové sestoupil do příslušné oblastní soutěže.